# МЦ-3 «Рекорд»
«Рекорд», МЦ-3, «рама Шептарского» — советский спортивный самозарядный пистолет калибра 5,6 мм оригинальной конструкции, выпущенный в небольшом количестве в 1950-е годы. За счет необычной компоновки отличался повышенной устойчивостью при стрельбе. Пистолет выпускался в двух вариантах — с длинным и укороченным стволом.

## История
Подбрасывание ствола пистолета при выстреле, даже при слабом патроне, существенно влияет на спортивные результаты при скоростной стрельбе по нескольким мишеням, когда на серию из пяти выстрелов отводится от 8 до 4 секунд. Стрелок вынужден после каждого выстрела не только переносить прицел по горизонтали на следующую мишень, но и корректировать его по высоте. Уменьшить подбрасывание можно, смещая центр масс пистолета вперед (грузом, подвешенным под стволом) или понижая ось ствола, приближая её, насколько возможно, к кисти стрелка. В начале 1950-х гг. советский спортсмен, чемпион мира 1954 года Пётр Шептарский предложил радикально решить проблему: расположить ствол на одной линии с вытянутой рукой стрелка, то есть примерно на уровне среднего пальца. Таким образом, плечо, на котором при выстреле образуется опрокидывающий момент, будет сведено к нулю.
Идея Шептарского получила поддержку, и в 1954 г. её реализацией занялась конструкторская группа тульского Центрального конструкторско-исследовательского бюро спортивно-охотничьего оружия (ЦКИБ СОО) под руководством начальника ЦКИБ И. М. Михалёва. В группу включили и П. К. Шептарского, который принимал в её работе самое активное участие.
Для экономии времени за основу МЦ-3 взяли стреляющий механизм пистолета Марголина. Его перевернули вверх ногами и закрепили перед рукояткой пистолета. Мушку пришлось установить на высоком основании, которое соединялось с приемником магазина длинной горизонтальной планкой. Получилась характерного вида конструкция, благодаря которой пистолет прозвали «рама Шептарского» или просто «рама». Ударно-спусковой механизм с регулируемыми усилием спуска и ходом спускового крючка сконструировали заново.
Ожидания конструкторов полностью оправдались. В 1955 г. Евгений Черкасов с новым пистолетом стал чемпионом Европы. В 1956 г. с МЦ-3 был установлен рекорд СССР и одержана победа на первенстве СКДА по стрелковому спорту. Но в 1956 году, после XVI Олимпийских игр в Мельбурне (на которых первое место занял румынский стрелок Ш. Петреску, а второе место — советский стрелок Е. Черкасов, оба вооружённые пистолетами МЦ-3 «Рекорд»), Международный стрелковый союз ввёл в правила стрелковых соревнований новое требование, по которому канал ствола оружия должен располагаться не ниже перепонки между большим и указательным пальцем руки стрелка. Это закрыло путь к дальнейшему применению МЦ-3 в официальных соревнованиях.
Пистолет МЦ-3 изготавливался на производственных мощностях ЦКИБ СОО в небольших количествах. Большая часть пистолетов изготовлена в 1955—1960 г. (111 штук).

## Подобные образцы
Финский малокалиберный спортивный пистолет Onni, созданный ещё раньше, в 1951 году, выполнен по такой же «перевёрнутой» схеме. Пистолет создан финским машинистом Онни Таскиненом (Onni Taskinen) из города Ийсалми. Выпущено небольшое количество (например, известен в коллекции пистолет с номером 30). Таскинен проявил желание сотрудничать со швейцарской оружейной фирмой Hämmerli, в которую даже отправил один из вариантов своего пистолета. Швейцарцы выпустили свою версию «перевёртыша» на основе своего серийного пистолета, но у них образец получился излишне громоздким. Дальнейшего развития идея не получила.
Известен другой пистолет подобной компоновки — австрийский Steyr Mannlicher Match FP, однозарядный, калибра .22LR. Ствол у этого пистолета установлен настолько низко, насколько позволяют требования ISSF.

## Музейные экспонаты
- Тульский государственный музей оружия[6]